# Dobsonia inermis
Dobsonia inermis é uma espécie de morcego da família Pteropodidae. Pode ser encontrada em Papua-Nova Guiné (Bougainville e Buka) e nas Ilhas Salomão.